# Jean-Louis Xhonneux
Jean-Louis Xhonneux, né à Eupen en 1949, est un homme politique belge et un militant wallon actif dans les Fourons.
Après des études primaires à l'école communale de Rémersdael (trois premières années en néerlandais, trois années suivantes en français avec Léopold Cravatte et des humanités gréco-latines au Collège Saint-Hadelin à Visé, Jean-Louis Xhonneux étudie à l'École des Hautes Études commerciales et consulaires de Liège. Plus tard, il suivra la formation de la FOPES (UCL) en politique économique et sociale.
Fonctionnaire au Service des Affaires culturelles de la Province de Liège depuis octobre 1973, et chef de division au Musée de la vie wallonne  d'octobre 2002 à novembre 2009, Jean-Louis Xhonneux est secrétaire communal intérimaire de Fouron-le-Comte en 1973 et de juin 1975 à août 1976 en remplacement d'Honoré Wynants. Présent sur la liste électorale de Retour à Liège à chaque scrutin communal de 1976 à 1994, il siège au conseil communal des Fourons depuis la fusion des communes et est président du CPAS des Fourons du 1er avril 1977 au 31 mars 2001. Depuis 2000, il ne se présente plus au scrutin communal, mais est toujours actif au sein du groupe Retour aux Libertés
Membre de l'équipe nationale de la JEC (jeunesse étudiante catholique) à la fin des années soixante, président des JSC (Jeunes sociaux chrétiens) de l'arrondissement de Verviers en 1975, il est membre du comité d'arrondissement du PSC de Verviers de 1975 à 2000. En 1975, il organise la contre-manifestation qui a eu lieu lors de la pose de la première pierre de l'école provinciale néerlandophone à Fouron-le-Comte. Selon certains Flamands (G. Sweron, notamment), c'est là que se situe la "renaissance" du combat fouronnais qui deviendra ensuite le combat de l'Action fouronnaise. Vice-président fondateur de l'Action fouronnaise, secrétaire général de l'Action fouronnaise depuis 1978 (sous la présidence de José Happart), il représente l'Action fouronnaise au sein de la Conférence des Peuples de Langue française. Auteur de la brochure Le livre blanc et noir de l'Action fouronnaise (1981), il était aussi secrétaire territorial pour la Belgique de l'Association internationale pour la Défense de langues et cultures menacées depuis 1986. En 2011, il a succédé à Paul Lefin à la présidence de l'A.L.C.E.M., nouvelle dénomination de l'A.I.D.L.C.M., mais il a démissionné le 8 octobre 2012.

## Ecrits
En 2014, il a publié "Du projet Gilson à l'annexion des Fourons au Limbourg: 50 ans d'annexion - savez-vous encore comment cela est arrivé?" (CreateSpace, 364 pages,  (ISBN 978-1495363900) et édition électronique Kindle).
En 2021, il a publié "Fourons - le symbole sacrifié" (Amazon, 288 pages,  (ISBN 979-8490223504) et édition électronique Kindle).
Et en 2022, il a publié '"Le village de Rémersdael" (Amazon, 380 pages,  (ISBN 979-8759529699) et édition électronique Kindle).